# Adásvétel
A polgári jogban az adásvétel, illetőleg az adásvételi szerződés az egyik leggyakrabban előforduló jogviszony, illetve szerződéstípus. Hatályos magyar szabályozását a polgári törvénykönyv (2013. évi V. törvény) tartalmazza.

## A hatályos polgári törvénykönyvben
A hatályos polgári törvénykönyv  harmadik részében („Egyes szerződések”) a XIV. cím („A tulajdonátruházó szerződések”) alá tartozó XXXII. fejezet szabályozza az adásvételi szerződés általános szabályait.

### Adásvételi szerződés
Adásvételi szerződés alapján az eladó dolog tulajdonjogának átruházására, a vevő a vételár megfizetésére és a dolog átvételére köteles.
Ha az adásvételi szerződés tárgya ingatlan, az eladó a tulajdonjog átruházásán felül köteles a dolog birtokának átruházására is. Ha a szerződés tárgya ingatlan, az adásvételi szerződést írásba kell foglalni.
A dolog adásvételére vonatkozó szabályokat kell megfelelően alkalmazni arra a szerződésre is, amelyből jog vagy követelés visszterhes átruházására vonatkozó kötelezettség fakad. Az adásvételi szerződés tehát mintaként szolgál egyes egyéb szerződésfajták számára is.

### Tulajdonjog-fenntartás
Az adásvételi szerződést meg lehet kötni tulajdonjog-fenntartással vagy anélkül.
Az eladó a tulajdonjogát a vételár kiegyenlítéséig fenntarthatja.
A tulajdonjog-fenntartásra vonatkozó megállapodást írásba kell foglalni.
Az ingatlanra vonatkozó tulajdonjog-fenntartást az eladó köteles a tulajdonjog-fenntartás tényének és a vevő személyének a feltüntetésével az ingatlan-nyilvántartásba feljegyeztetni.
Az ingó dologra vonatkozó tulajdonjog-fenntartást az eladó köteles a tulajdonjog-fenntartás tényének és a vevő személyének a hitelbiztosítéki nyilvántartásba, vagy ha az ingó dolog tulajdonjogát közhiteles nyilvántartás tanúsítja, és jogszabály a dolog elzálogosítását a lajstromba való bejegyzéshez köti, a megfelelő lajstromba bejegyeztetni. Nyilvántartásba vétel hiányában
- a) a vevőtől jóhiszeműen és ellenérték fejében szerző megszerzi az átruházással az ingó dolog tulajdonjogát; és
- b) a vevő által az ingó dolgon harmadik személy javára alapított zálogjog a vevő rendelkezési joga hiányában is létrejön.[8]

### Hasznok szedése, teher- és kárveszélyviselés ingatlan adásvétele esetén
Ha az eladó az adásvétel tárgyát képező ingatlan birtokát a vevő tulajdonjogának az ingatlan-nyilvántartásba való bejegyzése előtt a vevőre átruházza, a vevő a birtokátruházás napjától kezdve szedi a dolog hasznait, viseli terheit és a dologban beállott azt a kárt, amelynek megtérítésére senkit sem lehet kötelezni.

### A költségek viselése
Az eladó viseli a birtokátruházással és az ingatlan-nyilvántartásban feltüntetett állapot rendezésével kapcsolatos költségeket. A dolog átvételének és a tulajdonváltozás ingatlan-nyilvántartásba való bejegyzésének költségei a vevőt terhelik.

### Mezőgazdasági vonatkozások
A hatályos polgári törvénykönyv (2013. évi V. törvény) az addigi mezőgazdasági termékértékesítési szerződést mint szerződésfajtát nem ismeri. Ugyanakkor az adásvételi szerződés altípusairól szóló XXXIV. fejezete két mezőgazdasági vonatkozású altípust szabályoz: a  saját termelésű mezőgazdasági áru szolgáltatására kötött adásvételi szerződést  és a vevő közreműködésével előállított mezőgazdasági áru szolgáltatására kötött adásvételi szerződést 

## Az adásvétel különös nemei
A 2013. évi V. törvény XXXIII. Fejezete szól az adásvétel különös nemeiről. Ezek a következők:
- Elővásárlási jog [14]
  - A vételi ajánlat közlése az elővásárlásra jogosulttal [15]
  - Az elővásárlási jog megszegésével kötött szerződés hatálytalansága [16]
- Visszavásárlási jog [17]
- Vételi és eladási jog [18]

A fenti négy különös adásvételi nem közös szabályait a Ptk. 6:226. §-a szabályozza. Pl. ezeket írásba kell foglalni. Megszűnik a visszavásárlási, a vételi és az eladási jog, ha a dolog a kötelezettnek fel nem róható okból megsemmisül.
- Részletvétel [22]
- Megtekintésre vétel [23]
- Próbára vétel [24]
- Minta szerinti vétel [25]

## Története

### A római jogban
A kezdetekkor, az áru a pénz átadással egybeesett mindig, tipikus régi csereügyletként is felfogható ez, amikor az egyik cserélt dolgot a pénz helyettesíti.
A két dolog (az adásvételi szerződés megkötése és a vételár kifizetése) akkor vált szét, mikor megjelent a hitelezés lehetősége. Tehát az eladó átadja a szerződés tárgyát, azonban, az ellenértéket ő csak később kapja meg.
Ennél is újabb, amikor a szolgáltatás is elválik, tehát később teljesítik, mint a szerződést aláírnák. Így vált az adásvétel dologi ügyletből (készvételből) kötelmi ügyletté (szerződéssé), vagyis a dologátruházó ügylet (traditio) puszta causájából önálló szerződéssé (emptio venditio).
Az adásvételi szerződés jogi kötelező erejének alapját a felek ilyen irányú megegyezésében, consensusában találták meg a rómaiak. Így vált általánossá, hogy az adásvételi szerződés alapja a megegyezés, minden más csak lebonyolítás igazából.
A praetor peregrinus és a praetor urbanus is javasolta edictumában az actio emptit és az actio venditit, s ezzel jött létre a római jogban az első konszenzuál szerződés, az emptio venditio, amely a Kre. I. században civiljogi recepciót nyert.
A posztklasszikus korban a készvétel ismét előtérbe került. Emellett az értékesebb dolgok adásvételénél kötelezővé vált az írásbeliség, aminek következtében az adásvétel szinte elvesztette konszenzuál – szerződési jellegét.
Iustinianus idejében a felek kiköthették az írásbeliséget, s ilyenkor az adásvétel csak akkor jön létre, akkor kész (emptio perfecta) ha azt a felek írásba foglalták, és az adásvételről szóló okiratot aláírták.

### A már nem hatályos 1959. évi IV. törvényben
Az 1959. évi Ptk. az adásvételt  Az adásvétel és a csere címet viselő XXXIII. fejezetében szabályozta.

## Külső hivatkozások
- Nemzeti Jogszabálytár